# Костромкина, Анна Олеговна
Анна Олеговна Костромкина (23 октября 1993, Полевской, Свердловская область) — российская биатлонистка, призёр чемпионата России. Мастер спорта России.

## Биография
Воспитанница физкультурно-спортивного комплекса Северского трубного завода (г. Полевской), первый тренер — Л. В. Плотникова. С юношеского возраста представляла Ханты-Мансийский АО, тренировалась под руководством И. А. Мальгиной, В. Н. Мальгина. Позднее вернулась в команду Свердловской области.

### Юниорская карьера
В 2012 году принимала участие в чемпионате мира среди юниоров в Контиолахти в категории до 19 лет. Заняла четвёртое место в эстафете, 20-е — в индивидуальной гонке, 12-е — в спринте и шестое — в гонке преследования.
Также в 2012 году участвовала в чемпионате мира среди юниоров по летнему биатлону в Уфе, заняла 13-е место в спринте и девятое — в пасьюте. В эстафете выступала за вторую сборную России вне зачёта, команда показала лучший результат, но осталась без награды.
Становилась победительницей российских отборочных соревнований, неоднократная победительница и призёр первенств России (2010, 2011, 2012), победительница в эстафете Спартакиады молодежи 2012 года.

### Взрослая карьера
В 2016 году стала серебряным призёром чемпионата России в командной гонке в составе сборной Свердловской области и ЯНАО.